# Acanthinus unicus
Acanthinus unicus là một loài bọ cánh cứng trong họ Anthicidae. Loài này được Casey miêu tả khoa học năm 1896.